# Rimac Nevera
Rimac Nevera je električni sportski automobil kojega proizvodi hrvatski proizvođač automobila Rimac Automobili.  Predstavljen je 2021. na Međunarodnom salonu automobila u Ženevi pod imenom Rimac Concept Two ali kasnije preimenovan u Rimac Nevera. To je drugi po redu automobil proizvođača. Naziv potiče od hrvatske riječi nèvēra koja se koristi za iznenadne oluje na Jadranu i priobalju, često s grmljavinom. Većina ključnih komponenti i tehnologije nastala je u Hrvatskoj. Sastavljat će se u novoj tvornici koju je Rimac otvorio u Velikom Trgovišću.

## Mogućnosti
Četiri elektromotora proizvode 1914 konjskih snaga i može ubrzati do 100 km/h za 1,85 sekundi, a do 100 milja na sat za samo 4,3 sekunde. Ubrzavanje zadržava tijekom cijelog ciklusa punog gasa i dostiže 300 km/h od starta za 9,3 sekunde. Vodeno hlađena baterija s 6960 ćelija, koja je u potpunosti dizajnirana unutar tvrtke, ima kapacitet od 120 kWh. Automobil je sastavljen od 2200 komada karbonskih vlakana i 222 aluminijska umetka, monokok štiti bateriju automobila stvarajući kompaktnu i čvrstu strukturu s torzijskom krutošću od 70.000 Nm/stupnju.
Najveći domet na NEDC ciklusu iznosi 647 km, i 550 km na WLTP ciklusu. Automobil može odvesti i dva potpuna kruga na trkačoj stazi Nürburgring s neznatnim padom performansi. Nevera ima tehničke mogućnosti za nivo 4 autonomne vožnje s naprednim sistemima za pomoć vozaču.

## Prijem
Časopis Top Gear u svojoj recenziji pohvalio je vozilo i njegove "vrtoglave performanse, nevjerojatnu tehnologiju, izuzetno krutu šasiju, inženjering i kvalitetu izrade" te spomenuo kako se potrebno navići na kočnice i ukazao na neke sitne kozmetičke nedostatke što je Neveri zaradilo ocjenu 9 od 10.

## Vanjske poveznice
- Nevera